# Euphorbia sanmartensis
Euphorbia sanmartensis är en törelväxtart som beskrevs av Henry Hurd Rusby. Euphorbia sanmartensis ingår i släktet törlar, och familjen törelväxter. Inga underarter finns listade i Catalogue of Life.